# Sjögårds göl
Sjögårds göl är en sjö i Tranemo kommun i Västergötland och ingår i Nissans huvudavrinningsområde.